# Лунли
Лунли́ (кит. упр. 龙里, пиньинь Lónglǐ) — уезд Цяньнань-Буи-Мяоского автономного округа провинции Гуйчжоу (КНР).

## История
Во времена империи Мин в этих местах был размещён Лунлиский караул (龙里卫). Во времена империи Цин он был в 1672 году преобразован в уезд Лунли.
После вхождения этих мест в состав КНР в 1950 году был создан Специальный район Гуйян (贵阳专区), и уезд вошёл в его состав. В 1952 году власти Специального района Гуйян переехали в уезд Гуйдин, и Специальный район Гуйян был переименован в Специальный район Гуйдин (贵定专区).
В 1956 году Специальный район Гуйдин был расформирован, и уезд перешёл в состав Специального района Аньшунь (安顺专区). В 1958 году уезд уезд Лунли был присоединён к уезду Гуйдин, который был передан в состав Цяньнань-Буи-Мяоского автономного округа. В 1961 году уезд Лунли был воссоздан (уже в составе Цяньнань-Буи-Мяоского автономного округа).

## Административное деление
Уезд делится на 1 уличный комитет и 5 посёлков.